# Сдружение против българските бандити
Сдружението против българските бандити (на сръбски: Удружење против бугарских бандита или Udruženje protiv bugarskih bandita) е паравоенна сръбска организация, чиято основна цел е да се противопостави на въоръжените чети на Вътрешната македонска революционна организация във Вардарска Македония в Кралска Югославия.

## Създаване и структура
Създадена е от Върховното командване на сръбската войска и Министерството на вътрешните работи на 9 септември 1923 година в Щип, след като ВМРО е унищожила федералистките чети, начело на които е стоял, подкрепяният от Гърция и Югославия, Тодор Паница.
Въоръжени са 60 000 колонисти и са разположени 35 000 жандармеристи, редовни войски и контрачети във Вардарска Македония под ръководството на Коста Пекянец (почетен председател) и сърбоманите, ренегати от ВМРО, Михаил Каламатиев, Стоян Мишев, Григор Циклев, Мите Соколарски, Илия Пандурски и Мино Станков.
Според някои оценки от 1923 до 1934 година в Сдружението служат 25000 души, повечето от които са привлечени насила. Над две трети от тези бойци са разположени на изток от река Вардар.
Сдружението използва структурата на ВМРО и прави свои комитети в Щип, Велес, Скопие, Битоля, Прилеп, Охрид, Кавадарци, Струмица, Радовиш, Берово, Царево село, Кочани, Крива паланка. Основа на Сдружението по места са селските милиции, в които са принудени да служат служилите в армия местни жители. Селските милиции се командват от войводи, а в случай че броят на въоръжените милиционери е по-голям, се назначават и „десетари“. В околийските центрове се формират и околийски чети, чиито участници имат статут на временни жандарми с постоянно месечно възнаграждение.
Премиерът Любомир Давидович открито изразява несъгласие с помощник-министъра на вътрешните работи Жика Лазич, че начело на организацията се поставят хора като Стоян Мишев, Григор Циклев и други бивши членове на ВМРО, на което Лазич отговаря, че не е намерил „по-добър механизъм за взаимно изтребление между бивши и настоящи български комити“.

## Дейност
Само в първите месеци след създаването на Сдружението са конфискувани около 1000 пушки от местното население. Четите на Сдружението си служат с терор, включващ побоища, палежи, убийства. В борбата си с четите на ВМРО Сдружението работи в тясна връзка със сръбската жандармерия и армия.
Сред жертвите на Сдружението са ръководителите на ММТРО в Гевгели Трайко Попов, в Дойран Никола Чакъров и други. През юни 1923 година в реч в Кочани кратовският войвода на Сдружението Мино Станков обявява, че той е унищожил петорката на Димитър Паликрушев, като обявява, че народът от тази краища има сили сам да се брани от „неканени и нежелани гости“.
В отговор ЦК на ВМРО (в състав Иван Михайлов, Георги Попхристов и Александър Протогеров) през януари 1926 година взема решение за създаване на постоянна разузнавателна служба към ВМРО, която да следи всичко отнасящо се до революционната борба в Македония. За целта ръководителите на революционните окръзи на ВМРО, Задграничното представителство на ВМРО, и ръководствата на ММТРО и ММС са инструктирани да събират всякаква информация в България, Македония и цяла Европа. Околийските войводи на ВМРО трябва да водят точна статистика на чуждите военни части в районите си. Сериозно внимание се отделя и на ренегатите от ВМОРО, преминали на гръцка и сръбска служба.
С разтурянето на ВМРО през 1934 година затихват и функциите на Сдружението.
Успоредно със Сдружението против българските бандити в Гърция Главното командване на гръцката армия създава подобна организация със същите цели наречена Гръцки македонски юмрук. За целта в Егейска Македония са въоръжени 15 800 души.

## Дружества
- Струмица – основано на Петровден, 1925 година от Кацеров (председател) и членове Гърчев, Ставрев, Коминков, Йованов, Столепменов, Попчотров, Ангелков и други.[11]